# Coulombiers (Sarthe)
Coulombiers korábbi község Franciaország Loire mente régiójában, Sarthemegyében. Lakosainak száma 473 fő (2018. január 1.). Coulombiers Rouessé-Fontaine, Chérancé, Fyé, Piacé és Saint-Germain-sur-Sarthe községekkel határos.
2019. január 1-jén Fresnay-sur-Sarthe és Saint-Germain-sur-Sarthe korábbi községgel egyesült és az így létrejött (azonos nevű) Fresnay-sur-Sarthe új község része lett.

## Népesség
A település népességének változása:
| Lakosok száma | 457  | 474  | 482  | 475  | 473  |
|               | 2013 | 2015 | 2016 | 2017 | 2018 |